# 290-й отдельный сапёрный батальон
290-й отдельный сапёрный батальон  — воинская часть в вооружённых силах СССР во время Великой Отечественной войны.

## История
На ноябрь 1940 года входил в состав 44-го стрелкового корпуса, дислоцировался в Витебске. На тот момент оценивался как:

…батальон к отмобилизованию не готов, и выполнение боевых задач производиться не в состоянии из-за отсутствия мехтранспорта на 100 %. Арт. и инж. имущества на 100 %. Не укомплектован ком. нач. составом полностью.— http://liewar.ru/dokumenty/219-nakanune-sbornik-dokumentov-zapovo-39-41gg.html?start=22
До начала войны находился в Смоленске. С 18 июня 1941 года начал переброску из летнего лагеря близ Дорогобужа вместе со штабом корпуса и к 22 июня 1941 года перебазировался в Ждановичи близ Минска.
В составе действующей армии с 22 июня 1941 года по 23 января 1942 года. До сентября 1941 года действовал в составе корпуса, после расформирования управления корпуса входил в состав войск Западного фронта.
23 января 1942 года переформирован в 290-й отдельный инженерный батальон

### Подчинение
| Подчинение по месяцам | Подчинение по месяцам | Подчинение по месяцам               | Подчинение по месяцам  | Подчинение по месяцам |
| Дата                  | Фронт (округ)         | Армия                               | Корпус (группа)        | Примечания            |
| --------------------- | --------------------- | ----------------------------------- | ---------------------- | --------------------- |
| 22 июня 1941 года     | Западный фронт        | -                                   | 44-й стрелковый корпус | -                     |
| 01 июля 1941 года     | Западный фронт        | 13-я армия                          | 44-й стрелковый корпус | -                     |
| 10 июля 1941 года     | Западный фронт        | -                                   | 44-й стрелковый корпус | -                     |
| 1 августа 1941 года   | Западный фронт        | Группа войск Ярцевского направления | 44-й стрелковый корпус | -                     |
| 1 сентября 1941 года  | Западный фронт        | 16-я армия                          | 44-й стрелковый корпус | -                     |
| 1 октября 1941 года   | Западный фронт        | 16-я армия                          | -                      | —                     |
| 1 ноября 1941 года    | Западный фронт        | -                                   | -                      | —                     |
| 1 декабря 1941 года   | Западный фронт        | -                                   | -                      | —                     |
| 1 января 1942 года    | Западный фронт        | -                                   | -                      | —                     |

## Другие инженерно-сапёрные подразделения с тем же номером
- 290-й отдельный инженерный батальон
- 290-й отдельный инженерный батальон 4-й ударной армии